# Khampane Douangvilay
Khampane Douangvilay (laotisch ຄຳປານ ດວງວິໄລ, * 5. Februar 2004 in Salavan) ist ein laotischer Fußballspieler.

## Karriere

### Verein
Khampane Douangvilay stand bis Ende 2022 beim Erstligisten Viengchanh FC unter Vertrag. Für den Verein aus der Hauptstadt Vientiane bestritt er 2022 neun Erstligaspiele. 2023 wechselte er zum ebenfalls in der ersten Liga spielenden Master 7 FC. Am Ende der Saison 2023, in der er elf Erstligaspiele bestritt, feierte er mit dem Verein die Vizemeisterschaft.

### Nationalmannschaft
Khampane Douangvilay spielte 2022 zweimal in der laotischen U19-Nationalmannschaft. Mit der Mannschaft nahm er an der AFF U-19 Youth Championship in Indonesien teil. Hier kam er in zwei Gruppenspielen gegen Kambodscha und Malaysia zum Einsatz. Die Mannschaft erreichte das Finale, das man jedoch mit 2:0 gegen Malaysia verlor. Im gleichen Jahr kam er einmal für die U20-Mannschaft zum Einsatz. Hier kam er in einem Qualifikationsspiel für den AFC U20 Asian Cup gegen den Jemen zum Einsatz. Das Spiel wurde mit 2:1 verloren.

## Erfolge
Master 7 FC
- Laotischer Vizemeister: 2023